# Nucșoara
Nucșoara è un comune della Romania di 1 562 abitanti, ubicato nel distretto di Argeș, nella regione storica della Muntenia.
Il comune è formato dall'unione di quattro villaggi: Gruiu, Nucșoara, Sboghițești, Slatina.

## Amministrazione

### Gemellaggi
- Diamante